# Цинтек
Цинтек је југословенски телевизијски филм из 1967. године. 

## Улоге
| Глумац         | Улога |
| -------------- | ----- |
| Свен Ласта     |       |
| Звонимир Рогоз |       |
| Звонко Стрмац  |       |
| Иван Шубић     |       |
| Нада Суботић   |       |